# 巴林 (中土大陸)
巴林（Balin）是托爾金（J. R. R. Tolkien）小說的虛構人物。他在《哈比人歷險記》裡是一個重要的角色，在《魔戒首部曲：魔戒現身》裡也有敘述。
巴林是矮人的首領，方登（Fundin）之子及德瓦林（Dwalin）之長兄。巴林是其中一個與比爾博·巴金斯（Bilbo Baggins）及巫師甘道夫（Gandalf）參與孤山任務（The Quest of Erebor）的矮人，孤山任務正是哈比人歷險記的主要情節。在收復孤山後的一段時期，他成為摩瑞亞之王。
在彼得·傑克遜執導的《哈比人電影系列》，巴林由肯·史考特（Ken Stott）飾演。

## 概述
巴林是索林‧橡木盾（Thorin Oakenshield）指派去擊殺惡龍史矛革（Smaug）及重奪孤山的其中一員。巴林是唯一一個有明確說明在事前曾在孤山。奇怪地，《哈比人歷險記》說明巴林在惡龍來臨時陪伴索林‧橡木盾；但根據附錄一，索林‧橡木盾當時是24歲，而巴林年僅7歲。

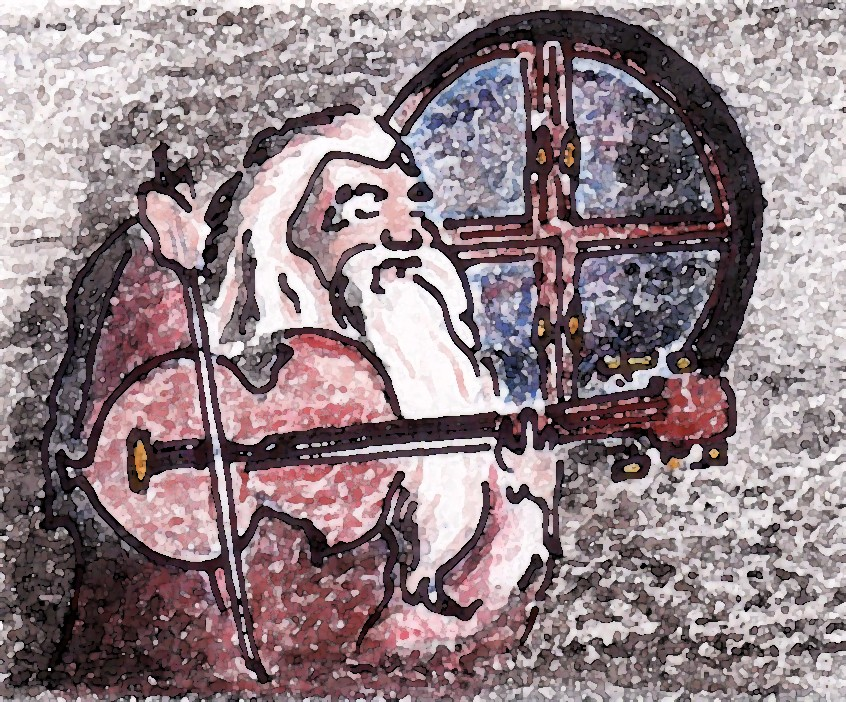
巴林在袋底洞裡奏樂。

根據《哈比人歷險記》，巴林是第二個到達比爾博家的矮人。在他之前是他弟弟德瓦林。和他弟弟一樣，巴林有玩絃樂的爱好。
在《哈比人歷險記》的矮人裡，巴林是第二年老的矮人（在索林之後），所以比爾博和矮人們被瑟蘭督伊（Thranduil）擒獲時，巴林代表一夥人說話。
巴林總是被形容為「總是擔任斥候」。他在臨水（Bywater）的綠龍客棧發現比爾博，在荒野發現了食人妖（trolls），又在幽暗密林（Mirkwood）發現精靈。在迷霧山脈（Misty Mountains）逃避半獸人的追擊時，巴林作為斥候無法發現戴上了魔戒（One Ring）的比爾博。此後，巴林對比爾博的能力十分重視。他也是唯一一個願意跟隨比爾博進入前往史矛革巢穴秘密通道的矮人。完成任務後，他亦是唯一一個到袋底洞（Bag End）探訪比爾博的矮人。
第三紀元2989年，巴林離開孤山，與佛洛伊（Floi）、歐力（Ori）、歐音（Oin）等矮人進入摩瑞亞（Moria）。第三紀元2994年，巴林被一名半獸人弓箭手在狄姆瑞爾戴（Dimrill Dale）的一塊大石後射殺。
在《魔戒首部曲：魔戒現身》，魔戒遠征隊成員在馬薩布爾大廳（Chamber of Mazarbul）發現了巴林的墓。甘道夫找到巴林的記錄，並得知巴林被半獸人所殺。

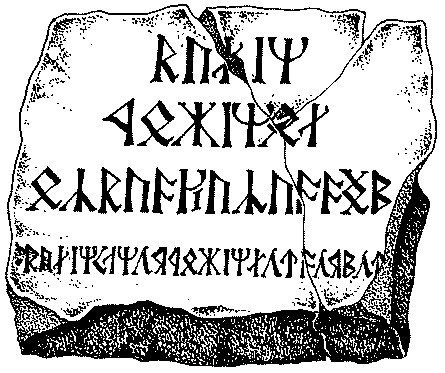
巴林的墓碑。

在巴林的墓碑上，寫有矮人的文字：「Balin Fundinul Uzbad Khazad-Dumu」，意思是：「方登之子巴林，摩瑞亞之王」。

## 瑣事
- 巴林的名字來自古北歐語（Old Norse），但意思已不可稽考。
- 在1977年的卡通版哈比人歷險記的巴林由鄧·梅斯克（Don Messick）配音。
- 在彼得·傑克遜（Peter Jackson）執導的電影《魔戒三部曲》，矮人金靂（Gimli）稱巴林為他的遠親。在族譜裡，他們的血統關係是「first cousin once removed」，金靂的父親葛羅音（Glóin）和巴林是表兄弟。當魔戒遠征隊發現馬薩布爾大廳時，金靂拿起了巴林的戰斧。金靂並以巴林的戰斧參與其後的戰爭。與金靂之前的戰斧比較，巴林的戰斧較大及短柄雙刃。這准許金靂不用轉變他的握法及戰鬥方式。但在書中，並沒有提到金靂轉變武器，也沒說明巴林的戰斧。
- 電腦遊戲《神話：墮落之神》裡，有一名矮人叫巴林，是著名的矮人領袖。而在《神話2》裡，第一集的巴洛魔覆亡後，巴林為矮人的統治者。

## 巴林家族
```
                     菲林
                         |    
                -----------------------
                |                     |
              
葛音
                 
方登

                |                     |
                |                     |
        -------------            ---------------
        |           |            |             |
        |           |            |             |
       歐音        
葛羅音
        巴林        
德瓦林

                    |
                    |
               
金靂
```